# Адеми, Абдилачим
Абдилачим Адеми (макед. Абдилаќим Адеми; 20 декабря 1969, село Шемшево, община Йегуновце, Социалистическая Республика Македония, СФРЮ — 15 февраля 2018) — северомакедонский государственный деятель, министр образования и науки Республики Македонии.

## Образование
Абдилачим Адеми окончил политехнический факультет Университета в Тиране в 1996 году по специальности инженер-металлург.
Владеет албанским, македонским, английским и итальянским языками.

## Карьера
С 2002 по 2006 год был депутатом Собрания Республики Македонии.
С июля 2008 по июль 2011 года — вице-премьер по выполнению Охридского соглашения в коалиционном правительстве Николы Груевского.
С июля 2011 по июнь 2014 года — министр окружающей среды и территориального планирования Республики Македонии.
С июня 2014 по апрель 2016 года — министр образования и науки Республики Македонии.

## Семья
Абдилачим Адеми женат, имеет сына.